# Love Is Never Silent
Love Is Never Silent é um telefilme estadunidense dirigido por Joseph Sargent, e exibido na NBC em 9 de dezembro de 1985, baseado no romance In This Sign de Joanne Greenberg. É estrelado por Mare Winningham e Cloris Leachman.

## Elenco
- Mare Winningham como Margaret Ryder
- Cloris Leachman como Sra. Anglin
- Sid Caesar	como Sr. Petrakis
- Phyllis Frelich como Janice Ryder
- Ed Waterstreet como Abel Ryder
- Fredric Lehne como William Anglin
- Mark Hildreth como Bradley Ryder
- Lou Fant como Reverendo Maartens
- Julianna Fjeld como Barbara
- Jeremy Christall como Marshall Anglin

## Recepção

### Prêmios e indicações
O filme ganhou dois prêmios Emmy, de melhor direção e melhor telefilme. Recebeu mais três indicações, incluindo um pela atuação de Mare Winningham.